# Jan Koller
Jan Koller (* 30. března 1973 Praha) je bývalý český profesionální fotbalista, který hrával na pozici útočníka. Svou hráčskou kariéru ukončil v srpnu 2011 ve francouzském celku AS Cannes. Mezi lety 1999 a 2009 odehrál také 91 utkání v dresu české reprezentace, v nichž vstřelil 55 branek a je tak historicky nejlepším střelcem českého i československého národního týmu. Zúčastnil se čtyř velkých reprezentačních turnajů, a to mistrovství světa 2006, EURO 2000, EURO 2004 a EURO 2008.
Svou kariéru zahájil v pražské Spartě, poté se přesunul do Belgie, kde se stal nejlepším střelcem belgické první ligy v dresu Lokerenu. S jiným belgickým celkem, bruselským Anderlechtem, získal dvakrát ligový titul. V roce 2001 přestoupil do Borussie Dortmund, kde hned ve své první sezoně vyhrál německou bundesligu a během pěti sezon nastřílel 73 gólů ve 167 soutěžních zápasech. V roce 2006 se přesunul do Monaka; na sklonku své kariéry působil ještě v Rusku a ve Francii.
V roce 1999 byl vyhlášen fotbalistou roku České republiky. Se 180 vstřelenými góly je na děleném šestém místě v Klubu ligových kanonýrů. Se svými impozantními fyzickými parametry (202 cm výšky a cca 107 kg váhy) představoval v zápase vážnou hrozbu pro obranu soupeře.

## Klubová kariéra
Koller s fotbalem začínal ve Smetanově Lhotě, kde vzhledem k nadprůměrné výšce často zůstával v brance. Stejný post okusil také v dorosteneckém věku, do divizního ZVVZ Milevsko však přestoupil už jako útočník. Po vyučení nastoupil do pracovního poměru.

### AC Sparta Praha
Z divizního klubu FC ZVVZ Milevsko si ho v roce 1994 vytáhla AC Sparta Praha, kde začal svou profesionální kariéru. Zpočátku nastupoval za B-tým; v prvním týmu a v české nejvyšší soutěži Koller debutoval 5. března 1995 při výhře 1:0 nad Benešovem. Svého prvního gólu ve sparťanském dresu se dočkal 24. května, kdy po minutě pobytu na hřišti rozhodl o výhře 2:1 v derby nad Bohemians Praha. Jedním gólem v šesti zápasech přispěl k zisku ligového titulu.
Během sezóny 1995/96 se Koller prosadil do základní sestavy Sparty na úkor Horsta Siegla, nastupoval na hrotu útoku často s dalším vysokým hráčem Vratislavem Lokvencem. Se Spartou si zahrál i v Poháru UEFA, kde v 7 zápasech vstřelil 1 branku. Ve své druhé sezóně v pražském klubu odehrál 24 ligových zápasů, v nichž vstřelil 4 góly. Pod trenérem Vlastimilem Petrželou přestal Koller nastupovat a i pod vlivem nepřízně sparťanských fanoušků požádal vedení o odchod.

### KSC Lokeren
V létě 1996 přestoupil Koller do belgického Lokerenu za 200 tisíc marek. V týmu Lokerenu se potkal mj. s dalšími českými hráči Romanem Vonáškem, Janem Musilem a Václavem Budkou. V Belgii Koller debutoval 10. srpna 1996 při prohře 1:2 s RE Mouscron. Svou první branku vstřelil o dva týdny později, a to při remíze 2:2 s Anderlechtem.
Prožil zde jedno z nejlepších období své fotbalové kariéry, během tří sezón v 97 zápasech nastřílel celkem 43 gólů a stal se nejlepším střelcem belgické nejvyšší soutěže v sezóně 1998/1999, kdy vstřelil 24 branek. Na jaro 1999 byl Koller společně se svým spoluhráčem Vonáškem poprvé povolán do české reprezentace. V létě 1999 odmítl Koller přestoupit do Standardu Lutych.

### RSC Anderlecht
Jeho gólová potence neunikla pozornosti špičkového belgického klubu RSC Anderlecht, který si českého hráče přivedl v roce 1999 do svých řad. Anderlecht za Kollera zaplatil 3 miliony euro, jednalo se o historicky nejdražší odchod hráče z Lokerenu v celé historii klubu. V Anderlechtu debutoval 8. srpna 1999 při výhře 3:2 nad RE Mouscron. O čtyři dny později si po pěti letech zahrál v evropských pohárech, a to v předkole Poháru UEFA. 15. srpna vstřelil své první dvě branky v novém působišti, a to při výhře 5:2 nad KSK Beveren. V Anderlechtu vytvořil útočnou dvojici s kanadským fotbalistou Tomaszem Radzinskim.
V Anderlechtu strávil Koller 2 sezóny, v obou slavil s klubem ligový titul. V sezóně 1999/00 vstřelil 20 ligových branek a stal se nejlepším střelcem sezony; v následující sezóně byl s 22 brankami druhým za spoluhráčem Radzinskim. Mimo ligové tituly vyhrál dvakrát i belgický Superpohár. Na podzim roku 2000 postoupil Anderlecht po šesti letech do základní skupiny Ligy mistrů; v prvním předkole Anderlecht postoupil po hattricku Kollera přes kyperskou Famagustu a ve druhém předkole proti Portu vstřelil Koller jedinou branku dvojzápasu. V prvním zápase základní skupiny Koller skóroval při prohře 1:5 na půdě Manchesteru United. V roce 2000 obdržel ocenění „Zlatá kopačka“, které se v Belgii uděluje nejlepšímu hráči ligové sezóny. Dohromady v Anderlechtu Koller odehrál 95 utkání, v nichž vstřelil 55 branek.

### Borussia Dortmund

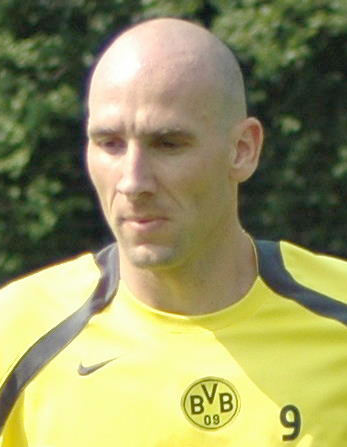
Jan Koller v Dortmundu

Po pěti letech strávených v Belgii přestoupil Koller v létě 2001 do prestižní německé Bundesligy, za 10 a půl milionu euro jej koupila Borussia Dortmund. V německém týmu se sešel s dalším českým reprezentantem Tomášem Rosickým. Koller se rychle prosadil do základní sestavy Dortmundu, svůj první gól v novém angažmá vstřelil 11. srpna 2001 při ligové výhře 4:0 nad Wolfsburgem. Na podzim vstřelil Koller jen tři ligové branky a tlak na jeho osobu ze strany fanoušků a médií sílil, český reprezentant si ale udržel místo v základní sestavě. 27. ledna dvěma góly rozhodl o výhře 3:1 nad Herthou. V březnu 2002 gólem a asistencí přispěl k výhře 4:0 nad Slovanem Liberec ve čtvrtfinále Poháru UEFA. Koller skóroval také ve finále soutěže proti Feyenoordu, Borussia však utkání prohrála 2:3. Koller se střelecky prosadil 4. května v posledním kole ligové sezóny proti Werderu Brémy a přispěl k výhře 2:1, po které slavil s klubem bundesligový titul. Koller ve své první sezóně v Německu vstřelil 17 branek a přidal 10 asistencí ve 49 soutěžních zápasech.
V sezóně 2002/03 patřil Koller ke klíčovým hráčům Dortmundu. V listopadu 2002 v ligovém zápase proti Bayernu Mnichov v sezóně 2002/03 byl ve druhém poločase vyloučen brankář Borussie Dortmund Jens Lehmann a utkání musel dochytat hráč z pole. Do brány šel Jan Koller (za stavu 2:1 pro Bayern). Ten přes šance mnichovských hráčů po zbytek zápasu míč za svá záda nepustil a vysloužil si za to ocenění sportovního magazínu Kicker, jenž jej zařadil do sestavy kola Bundesligy – na pozici brankáře. Koller skóroval v osmi zápasech základní skupiny Ligy mistrů, gól dal například AC Milán a střelecky se prosadil v obou zápasech proti Realu Madrid, Borussia přesto nedokázala ze skupiny postoupit do čtvrtfinále milionářské soutěže. V lize skončil Dortmund na konečné třetí příčce, Koller vstřelil v sezóně 2002/03 v dresu Borussie 22 branek ve 48 soutěžních zápasech.
Koller byl stabilním členem základní sestavy i v sezóně 2003/04. I přestože se Borussii příliš nedařilo, v lize skončila na konečné šesté příčce, nedokázala se kvalifikovat přes belgický Club Brugge do skupiny Ligy mistrů a v poháru UEFA vypadla s francouzským FC Sochaux, patřil Koller k nejlepším střelcům Bundesligy. Ve 42 soutěžních zápasech vstřelil 19 branek a přidal 8 asistencí.
Po návratu z Portugalska po EURO 2004 se Koller zařadil zpátky do základní sestavy Dortmundu. Klub postihly vážné finanční problémy, což se podepsalo také na výkonech týmu, v německé Bundeslize skončila Borussia na sedmé příčce. Koller patřil k nejdůležitějším hráčům, vstřelil 15 branek ve 33 soutěžních utkáních v sezóně 2004/05.
Ve své poslední sezóně v Borussii si Koller poranil koleno, v září 2005 si přetrhl přední křížový vaz v zápase proti Mohuči. Ve svém posledním utkání v dresu Dortmundu se dvakrát střelecky prosadil při remíze 3:3 s Bayernem Mnichov. V
Dohromady odehrál Jan Koller za vestfálský klub celkem 184 zápasů a vstřelil 79 branek.

### AS Monaco
Z německé Bundesligy se Koller v létě 2006 přesunul do francouzské Ligue 1, podepsal smlouvu s klubem AS Monaco. Svůj debut ve francouzské nejvyšší soutěži si odbyl 5. srpna při prohře 0:1 s AS Nancy. O dva týdny později se poprvé v dresu Monaka prosadil, a to při remíze 1:1 s Stade Rennais. V monackém klubu se mu příliš nedařilo, ve své první sezóně vstřelil 8 ligových branek a klub skončil v Ligue 1 až na 9. příčce.
V podzimní části sezóny 2007/08 patřil Koller k nejvytěžovanějším hráčům klubu, v 19 soutěžních zápasech ale vstřelil jen 4 branky. V prosinci 2007 požádal Koller vedení klubu o změnu angažmá.

### 1. FC Norimberk
V lednu 2008 odešel Koller zpátky do německé Bundesligy, nyní do klubu 1. FC Norimberk. V týmu byli i další Češi – Tomáš Galásek a Jaromír Blažek.  V květnu 2008 si Koller proti sobě popudil fanoušky Norimberku, po pátečním bundesligovém utkání v Dortmundu se totiž vydal poděkovat příznivcům Borussie, za kterou v minulosti pět let hrál. Když pak zamířil k táboru fanoušků norimberského týmu, schytal spršku nadávek a urážlivých gest. Koller za klub odehrál v jarní části sezóny 14 zápasů a dal 2 góly. Norimberk doplatil na slabou sezónu, skončil na 16. příčce ligové tabulky, což znamenalo sestup do druhé německé Bundesligy.

### Křídla Sovětů Samara

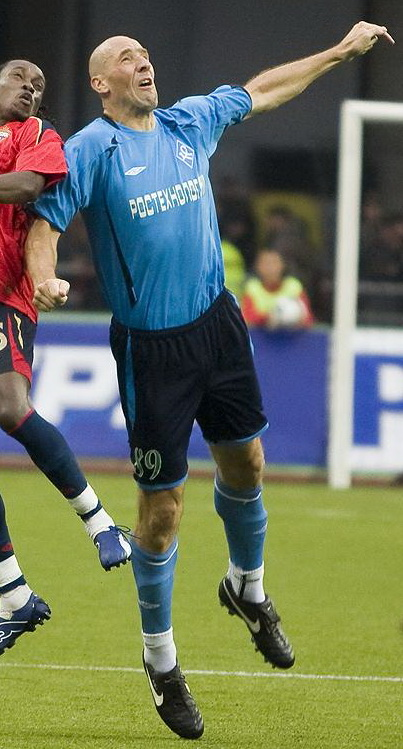
Jan Koller v dresu Samary.

Dne 23. června 2008 přestoupil Koller za 1 milion € do ruského klubu PFK Křídla Sovětů Samara, který o něj měl velký zájem. Předem avizoval, že zde nezůstane dlouho, neboť se vrátí za rodinou. Mimo ruský klub měl o Jana Kollera zájem i anglický Birmingham City a pražská Sparta. Samara nabídla nejlepší podmínky, v klubu se navíc opět sešel s dalším českým reprezentantem Jiřím Jarošíkem. Koller debutoval v ruské Premier Lize 12. července 2008.
Dne 27. září 2008 se dvakrát prosadil hlavou ve vypjatém utkání 23. kola ruské ligy proti Dynamu Moskva (domácí Samara dohrávala v 9 hráčích, Dynamo v deseti) a otočil stav utkání z 1:2 na 3:2. Samara přišla o body v závěru utkání, kdy Australan Wilkshire proměnil nařízený pokutový kop a srovnal na konečných 3:3.
Za Samaru odehrál 46 utkání, vstřelil 16 branek a po roce a půl se vrátil s rodinou do oblíbeného Monaka.

### AS Cannes
Na začátku roku 2010 se upsal třetiligovému francouzskému klubu AS Cannes do června 2011, ačkoli o něj byl zájem v Německu a Číně. Stál o něj mj. německý bundesligový klub Hamburk. Český hráč však z rodinných důvodů upřednostnil návrat do Monaka a měl zájem o angažmá v blízkých francouzských klubech OGC Nice nebo AS Cannes. Mj. kvůli zdravotním problémům ukončil profesionální hráčskou kariéru v srpnu 2011. Fotbal však hrát nepřestal, pomáhá týmu Smetanovy Lhoty v okresním přeboru.

## Reprezentační kariéra

### U21
Jan Koller odehrál za výběr České republiky do 21 let tři utkání (bilance 1 výhra a 2 prohry), v nichž vstřelil jeden gól.
Prosadil se střelecky hned ve svém prvním zápase, 5. září 1995 vstřelil na stadionu SK Dynama v Českých Budějovicích úvodní gól zápasu kvalifikace o Euro "21" 1996 proti Norsku, národní tým vedení neudržel a podlehl soupeři 1:2.
Další kvalifikační zápas odehrála česká „jedenadvacítka“ s Kollerem v sestavě rovněž doma (14. listopadu 1995), porazila Lucembursko 4:0. Posledním vystoupením Jana Kollera v dresu „lvíčat“ bylo přátelské utkání 23. ledna 1996 v Portugalsku, které soupeř z Pyrenejského poloostrova vyhrál 1:0.

### A-mužstvo
Do seniorské reprezentace byl Koller poprvé povolán v lednu 1999 a 9. února 1999 si odbyl svůj reprezentační debut v Bruselu s Belgií. V tomto přátelském utkání také zaznamenal svou první branku v národním dresu A-mužstva, když v 73. minutě vstřelil jediný gól zápasu. Mezi květnem 1999 a dubnem 2000 skóroval Koller v deseti reprezentačních zápasech v řadě a výrazně tak přispěl k postupu české reprezentace na závěrečný turnaj EURO 2000. Na závěrečném turnaji odehrál všechny tři utkání v základní skupině, střelecky se ale neprosadil. Česká reprezentace nepostoupila do vyřazovací fáze turnaje.
S reprezentací postoupil na Euro 2004, v kvalifikaci vstřelil Koller šest branek. Na závěrečném turnaji v Portugalsku patřil ke klíčovým hráčům trenéra Karla Brücknera, v utkání proti Nizozemsku gólem a asistencí přispěl k historickému obratu a k výhře 3:2. Koller se střelecky prosadil i ve čtvrtfinále proti Dánsku při výhře 3:0. V semifinále Češi podlehli pozdějším vítězům z Řecka po prodloužení.
Střelecky nejvydařenější zápas v reprezentaci odehrál Koller 8. června 2005, kdy na teplickém stadionu v kvalifikačním utkání na MS 2006 vsítil 4 góly Makedonii v rozmezí 41. a 52. minuty (utkání skončilo jasným vítězstvím českého týmu 6:1). V 73. minutě mohl přidat i pátý zásah, ale k nařízenému pokutovému kopu se postavil Tomáš Rosický a zvýšil na průběžných 5:1. Koller byl nominován i na závěrečný turnaj mistrovství světa 2006 v Německu. V prvním zápase ve skupině skóroval a pomohl k výhře 3:0 nad USA. V zápase si ale Koller poranil stehenní sval a šampionát pro něho předčasně skončil. Češi po dvou prohrách s Ghanou a Itálií nedokázali postoupit ze základní skupiny.
Konec své reprezentační kariéry naplánoval na rok 2008 po účasti na EURU 2008. Na závěrečném turnaji Koller skóroval v zápase proti Turecku. Český tým ztratil před koncem utkání vedení 2:0 a nakonec prohrál 2:3 a byl vyřazen již v základní skupinové fázi. Byl to Kollerův poslední reprezentační gól s pořadovým číslem 55.
Po tomto šampionátu svou reprezentační kariéru ukončil, v dubnu 2009 však přiznal, že by o návratu do reprezentace uvažoval. K návratu došlo 5. září 2009 v utkání kvalifikace MS proti Slovensku (remíza na Tehelném poli v Bratislavě 2:2), po něm ale ohlásil definitivní konec reprezentační kariéry.
Celkem odehrál v národním dresu A-mužstva České republiky 91 zápasů s bilancí 58 výher, 15 remíz a 18 proher. 55 vstřelených gólů v 91 utkáních činí průměr 0,6 gólu na zápas.
Účast Jana Kollera na šampionátech:
- ME 2000 v Nizozemsku a Belgii
- ME 2004 v Portugalsku
- MS 2006 v Německu
- ME 2008 v Rakousku a Švýcarsku

### Reprezentační góly a zápasy
Seznam gólů Jana Kollera v české fotbalové reprezentaci do 21 let 
| Gól č. | Datum      | Stadion                 | Soupeř | Skóre (min.) | Výsledek | Soutěž                        | Gól         |
| ------ | ---------- | ----------------------- | ------ | ------------ | -------- | ----------------------------- | ----------- |
| 01     | 5. 9. 1995 | České Budějovice, Česko | Norsko | 01:0 0(37.)  | 1:2      | kvalifikace na Euro "21" 1996 | padl ze hry |

Seznam všech 55 gólů Jana Kollera ve fotbalovém A-mužstvu České republiky 
| Gól č. | Datum        | Stadion                             | Soupeř              | Skóre (min.)  | Výsledek | Soutěž                   | Gól          |
| 1999   | 1999         | 1999                                | 1999                | 1999          | 1999     | 1999                     | 1999         |
| ------ | ------------ | ----------------------------------- | ------------------- | ------------- | -------- | ------------------------ | ------------ |
| 01     | 09. 2. 1999  | Stadion krále Baudouina, Brusel     | Belgie              | 00:10 (73.)   | 0:1      | přátelské utkání         | padl ze hry  |
| 02     | 05. 6. 1999  | Stadion Kadrioru, Tallinn           | Estonsko            | 00:20 (85.)   | 0:2      | Kvalifikace na Euro 2000 | padl ze hry  |
| 03     | 09. 6. 1999  | Letná, Praha                        | Skotsko             | 03:20 (87.)   | 3:2      | Kvalifikace na Euro 2000 | padl ze hry  |
| 04     | 018. 8. 1999 | Sportovní areál, Drnovice           | Švýcarsko           | 01:00 (48.)   | 3:0      | přátelské utkání         | padl ze hry  |
| 05     | 04. 9. 1999  | Žalgiris Stadion, Vilnius           | Litva               | 00:30 (64.)   | 0:4      | Kvalifikace na Euro 2000 | padl ze hry  |
| 06     | 04. 9. 1999  | Žalgiris Stadion, Vilnius           | Litva               | 00:40 (90.)   | 0:4      | Kvalifikace na Euro 2000 | padl ze hry  |
| 07     | 08. 9. 1999  | Na Stínadlech, Teplice              | Bosna a Hercegovina | 01:00 (25.)   | 3:0      | Kvalifikace na Euro 2000 | padl ze hry  |
| 08     | 09. 10. 1999 | Letná, Praha                        | Faerské ostrovy     | 01:00 (12.)   | 2:0      | Kvalifikace na Euro 2000 | padl ze hry  |
| 09     | 13. 11. 1999 | Philips Stadion, Eindhoven          | Nizozemí            | 01:10 (68.)   | 1:1      | přátelské utkání         | padl ze hry  |
| 2000   |              |                                     |                     |               |          |                          |              |
| 010    | 023. 2. 2000 | Lansdowne Road, Dublin              | Irsko               | 00:10 (4.)    | 3:2      | přátelské utkání         | padl ze hry  |
| 011    | 023. 2. 2000 | Lansdowne Road, Dublin              | Irsko               | 01:20 (35.)   | 3:2      | přátelské utkání         | padl ze hry  |
| 012    | 029. 3. 2000 | Na Stínadlech, Teplice              | Austrálie           | 02:00 (53.)   | 3:1      | přátelské utkání         | padl ze hry  |
| 013    | 026. 4. 2000 | Letná, Praha                        | Izrael              | 02:00 (37.)   | 4:1      | přátelské utkání         | padl ze hry  |
| 014    | 07. 10. 2000 | Na Stínadlech, Teplice              | Island              | 01:00 (18.)   | 4:0      | Kvalifikace na MS 2002   | padl ze hry  |
| 015    | 07. 10. 2000 | Na Stínadlech, Teplice              | Island              | 02:00 (41.)   | 4:0      | Kvalifikace na MS 2002   | padl ze hry  |
| 2002   |              |                                     |                     |               |          |                          |              |
| 016    | 012. 2. 2002 | Neo GSZ Stadium, Larnaca            | Maďarsko            | 02:00 (65.)   | 2:0      | přátelské utkání         | padl ze hry  |
| 017    | 013. 2. 2002 | GSP Stadium, Nikósie                | Kypr                | 02:20 (74.)   | 3:4      | přátelské utkání         | padl ze hry  |
| 018    | 013. 2. 2002 | GSP Stadium, Nikósie                | Kypr                | 02:30 (86.)   | 3:4      | přátelské utkání         | padl ze hry  |
| 019    | 021. 8. 2002 | Andrův stadion, Olomouc             | Slovensko           | 01:10 (31.)   | 4:1      | přátelské utkání         | padl ze hry  |
| 020    | 021. 8. 2002 | Andrův stadion, Olomouc             | Slovensko           | 02:10 (64.)   | 4:1      | přátelské utkání         | padl ze hry  |
| 2003   |              |                                     |                     |               |          |                          |              |
| 021    | 029. 3. 2003 | De Kuip, Rotterdam                  | Nizozemí            | 01:10 (68.)   | 1:1      | Kvalifikace na Euro 2004 | padl ze hry  |
| 022    | 02. 4. 2003  | Letná, Praha                        | Rakousko            | 02:00 (32.)   | 4:0      | Kvalifikace na Euro 2004 | padl ze hry  |
| 023    | 02. 4. 2003  | Letná, Praha                        | Rakousko            | 04:00 (62.)   | 4:0      | Kvalifikace na Euro 2004 | padl ze hry  |
| 024    | 030. 4. 2003 | Na Stínadlech, Teplice              | Turecko             | 02:00 (21.)   | 4:0      | přátelské utkání         | padl ze hry  |
| 025    | 011. 6. 2003 | Andrův stadion, Olomouc             | Moldavsko           | 02:00 (73.)   | 5:0      | Kvalifikace na Euro 2004 | pokutový kop |
| 026    | 010. 9. 2003 | Letná, Praha                        | Nizozemí            | 01:00 (15.)   | 3:1      | Kvalifikace na Euro 2004 | pokutový kop |
| 027    | 11. 10. 2003 | Ernst-Happel-Stadion, Vídeň         | Rakousko            | 02:30 (90.)   | 2:3      | Kvalifikace na Euro 2004 | padl ze hry  |
| 2004   |              |                                     |                     |               |          |                          |              |
| 028    | 019. 6. 2004 | Estádio Municipal de Aveiro, Aveiro | Nizozemí            | 01:20 (23.)   | 3:2      | Euro 2004                | padl ze hry  |
| 029    | 027. 6. 2004 | Estádio do Dragão, Porto            | Dánsko              | 01:00 (49.)   | 3:0      | Euro 2004                | padl ze hry  |
| 030    | 09. 10. 2004 | Letná, Praha                        | Rumunsko            | 01:00 (36.)   | 1:0      | Kvalifikace na MS 2006   | pokutový kop |
| 031    | 13. 10. 2004 | Hanrapetakan, Jerevan               | Arménie             | 00:10 (3.)    | 0:3      | Kvalifikace na MS 2006   | padl ze hry  |
| 032    | 13. 10. 2004 | Hanrapetakan, Jerevan               | Arménie             | 00:30 (76.)   | 0:3      | Kvalifikace na MS 2006   | padl ze hry  |
| 033    | 17. 11. 2004 | Arena Filip II, Skopje              | Makedonie           | 00:20 (90.)   | 0:2      | Kvalifikace na MS 2006   | padl ze hry  |
| 2005   |              |                                     |                     |               |          |                          |              |
| 034    | 09. 2. 2005  | Arena Petrol, Celje                 | Slovinsko           | 00:10 (10.)   | 0:3      | přátelské utkání         | padl ze hry  |
| 035    | 04. 6. 2005  | Stadion u Nisy, Liberec             | Andorra             | 02:00 (30.)   | 8:1      | Kvalifikace na MS 2006   | padl ze hry  |
| 036    | 08. 6. 2005  | Na Stínadlech, Teplice              | Makedonie           | 01:10 (41.)   | 6:1      | Kvalifikace na MS 2006   | padl ze hry  |
| 037    | 08. 6. 2005  | Na Stínadlech, Teplice              | Makedonie           | 02:10 (45.+1) | 6:1      | Kvalifikace na MS 2006   | padl ze hry  |
| 038    | 08. 6. 2005  | Na Stínadlech, Teplice              | Makedonie           | 03:10 (48.)   | 6:1      | Kvalifikace na MS 2006   | padl ze hry  |
| 039    | 08. 6. 2005  | Na Stínadlech, Teplice              | Makedonie           | 04:10 (52.)   | 6:1      | Kvalifikace na MS 2006   | padl ze hry  |
| 040    | 017. 8. 2005 | Ullevi, Göteborg                    | Švédsko             | 01:10 (22.)   | 2:1      | přátelské utkání         | pokutový kop |
| 2006   |              |                                     |                     |               |          |                          |              |
| 041    | 03. 6. 2006  | Letná, Praha                        | Trinidad a Tobago   | 01:00 (6.)    | 3:0      | přátelské utkání         | padl ze hry  |
| 042    | 03. 6. 2006  | Letná, Praha                        | Trinidad a Tobago   | 03:00 (40.)   | 3:0      | přátelské utkání         | padl ze hry  |
| 043    | 012. 6. 2006 | Veltins-Arena, Gelsenkirchen        | USA                 | 01:00 (5.)    | 3:0      | MS 2006                  | padl ze hry  |
| 044    | 06. 9. 2006  | Tehelné pole, Bratislava            | Slovensko           | 00:30 (57.)   | 0:3      | Kvalifikace na Euro 2008 | padl ze hry  |
| 045    | 07. 10. 2006 | Stadion u Nisy, Liberec             | San Marino          | 04:00 (43.)   | 7:0      | Kvalifikace na Euro 2008 | padl ze hry  |
| 046    | 07. 10. 2006 | Stadion u Nisy, Liberec             | San Marino          | 06:00 (52.)   | 7:0      | Kvalifikace na Euro 2008 | padl ze hry  |
| 047    | 11. 10. 2006 | Lansdowne Road, Dublin              | Irsko               | 01:10 (64.)   | 1:1      | Kvalifikace na Euro 2008 | padl ze hry  |
| 2007   |              |                                     |                     |               |          |                          |              |
| 048    | 07. 2. 2007  | Stadion krále Baudouina, Brusel     | Belgie              | 00:10 (6.)    | 0:2      | přátelské utkání         | padl ze hry  |
| 049    | 022. 8. 2007 | Ernst-Happel-Stadion, Vídeň         | Rakousko            | 00:10 (33.)   | 1:1      | přátelské utkání         | padl ze hry  |
| 050    | 08. 9. 2007  | Stadio Olimpico, Serravalle         | San Marino          | 00:30 (90.)   | 0:3      | Kvalifikace na Euro 2008 | padl ze hry  |
| 051    | 21. 11. 2007 | GSP Stadium, Nikósie                | Kypr                | 00:20 (73.)   | 0:2      | Kvalifikace na Euro 2008 | padl ze hry  |
| 2008   |              |                                     |                     |               |          |                          |              |
| 052    | 026. 3. 2008 | SAS Arena, Herning                  | Dánsko              | 01:10 (42.)   | 1:1      | přátelské utkání         | padl ze hry  |
| 053    | 027. 5. 2008 | Stadion Eden, Praha                 | Litva               | 01:00 (39.)   | 2:0      | přípravné utkání         | padl ze hry  |
| 054    | 027. 5. 2008 | Stadion Eden, Praha                 | Litva               | 02:00 (62.)   | 2:0      | přípravné utkání         | padl ze hry  |
| 055    | 015. 6. 2008 | Stade de Genève, Ženeva             | Turecko             | 00:10 (34.)   | 3:2      | Euro 2008                | padl ze hry  |

| Rok    | Zápasy | Góly | Gól/záp. |
| ------ | ------ | ---- | -------- |
| 1995   | 2      | 1    | 0,50     |
| 1996   | 1      | 0    | 0,00     |
| Celkem | 3      | 1    | 0,33     |

| Rok    | Zápasy | Góly | Gól/záp. |
| ------ | ------ | ---- | -------- |
| 1999   | 10     | 9    | 0,90     |
| 2000   | 11     | 6    | 0,55     |
| 2001   | 7      | 0    | 0,00     |
| 2002   | 9      | 5    | 0,56     |
| 2003   | 9      | 7    | 0,78     |
| 2004   | 14     | 6    | 0,43     |
| 2005   | 6      | 7    | 1,17     |
| 2006   | 8      | 7    | 0,88     |
| 2007   | 9      | 4    | 0,44     |
| 2008   | 7      | 4    | 0,57     |
| 2009   | 1      | 0    | 0,00     |
| Celkem | 91     | 55   | 0,60     |

## Styl hry
Jan Koller byl dlouhou dobu výrazným útočným hrotem českého reprezentačního A-mužstva. Vzhledem k jeho schopnostem a také výšce byla často stanovena taktika národního týmu posílat na něj dlouhé míče, které si Jan Koller dokázal zpracovat tak, aby zakončil, případně je zpracoval pro druhého útočníka (např. Milana Baroše).

## Plážová kopaná
Po ukončení profesionální fotbalové kariéry rovněž avizoval, že má zájem reprezentovat Českou republiku v plážové kopané. Ve dnech 15. – 17. června 2012 se zúčastnil turnaje v plážovém fotbale Beach Soccer International, jenž proběhl ve francouzském městě Saint-Tropez.
V únoru 2013 se zúčastnil turnaje v plážové kopané v Praze, kde pomohl Bohemians 1905 osmi góly ve čtyřech zápasech k celkovému třetímu místu. Stal se druhým nejlepším střelcem turnaje za desetigólovým Tomášem Peteříkem a byl vyhlášen za nejlepšího hráče celého turnaje. Při své premiéře v národním týmu ČR v plážové kopané 21. července 2013 přispěl jedním gólem k vítězství 5:2 nad Slovenskem v přípravném zápase konaném v Písku. Skóroval tradičně hlavou.

## Trenérská kariéra
V létě 2014 se stal asistentem trenéra francouzského amatérského týmu AS Monaco C ze sedmé francouzské ligy. Jeho angažmá však trvalo jen krátce.

## Osobní život
Je členem týmu Real TOP Praha, v jehož dresu se zúčastňuje charitativních zápasů a akcí.
Je rozvedený, s exmanželkou Hedvikou mají dvě děti – dcery Hedviku a Kateřinu.
V roce 2022 byl uveden do kin film Petra Větrovského o Janu Kollerovi pod názvem "Jan Koller - Příběh obyčejného kluka".

## Individuální ocenění
- 1999: Fotbalista roku v ČR[24]
- 2000: Zlatá kopačka Belgie (nejlepší fotbalista belgické ligy)[24]
- 2020: Síň slávy českého fotbalu[104]